# Ізянська сільська рада
| Ізянська сільська рада — колишній орган місцевого самоврядування у Хустському районі Закарпатської області з адміністративним центром у с. Іза. Сільській раді були підпорядковані населені пункти: - с. Іза - с. Карповтлаш |

## Склад ради
Рада складалася з 25 депутатів та голови.

## Керівний склад сільської ради
| ПІБ                  | Основні відомості                                                 | Дата обрання | Дата звільнення |
| -------------------- | ----------------------------------------------------------------- | ------------ | --------------- |
| Пристая Іван Ілліч   | Сільський голова, 1957 року народження, освіта, безпартійний      | 26.03.2006   | 31.10.2010      |
| Дума Ольга Василівна | Сільський голова, 1958 року народження, освіта вища, позапартійна | 31.10.2010   |                 |

Примітка: таблиця складена за даними джерела

## Населення
Згідно з переписом УРСР 1989 року чисельність наявного населення сільської ради становила 4934 особи, з яких 2424 чоловіки та 2510 жінок.
За переписом населення України 2001 року в сільській раді мешкала 5431 особа.

### Мова
Розподіл населення за рідною мовою за даними перепису 2001 року:
| Мова       | Відсоток |
| ---------- | -------- |
| українська | 99,33 %  |
| російська  | 0,45 %   |
| угорська   | 0,11 %   |
| німецька   | 0,06 %   |
| словацька  | 0,04 %   |